# ホワット・モア・キャン・アイ・ギヴ
『ホワット・モア・キャン・アイ・ギヴ』（What More Can I Give?）とはアメリカ同時多発テロ事件被災者支援の為に作られたチャリティソングである。マイケル・ジャクソンにより作詞・作曲・プロデュースされた。
1992年に書かれた「Heal LA」が原型となっている。

## 参加アーティスト
- アーロン・カーター
- アナスタシア
- カルロス・サンタナ
- グロリア・エステファン
- シャキーラ
- セリーヌ・ディオン
- ハンソン
- ビヨンセ
- フリオ・イグレシアス
- ニック・カーター
- マイケル・ジャクソン
- マライア・キャリー
- リッキー・マーティン
- ルーサー・ヴァンドロス